# 原野村
原野村（はらのむら）は、和歌山県那賀郡にあった村。現在の海南市の北東端、貴志川の右岸に位置する。地名の由来は、紀伊続風土記に、貴志川の河岸段丘がかなり広く開けた所で山の原にそって集落が出来たことによる。とある。

## 地理
- 河川 ： 貴志川

## 歴史
- 1601年（慶長6年) - この年に実施された検地により、那賀郡原野村が編成される。
- 1889年(明治22年) - 町村制の施行により、七山村 (和歌山県)・原野村・高津村 (和歌山県)・孟子村・野尻村 (和歌山県)・別院村・下津野村の区域をもって那賀郡北野上村が発足。同日、原野村廃止。